# Івонне Дер Кіндерен
Івонне Дер Кіндерен (нід. Yvonne Der Kinderen; нар. 26 жовтня 1965) — колишня нідерландська тенісистка.
Найвищу одиночну позицію світового рейтингу — 208 місце досягла 18 січня 1988, парну — 183 місце — 15 лютого 1988 року.
Здобула 1 одиночний та 2 парні титули туру ITF.

## Фінали ITF

### Одиночний розряд: 2 (1–1)
| Результат | Ранг | Дата              | Турнір                | Покриття | Суперниця     | Рахунок  |
| --------- | ---- | ----------------- | --------------------- | -------- | ------------- | -------- |
| Поразка   | 1.   | 19 листопада 1986 | Єрусалим, Ізраїль     | Тверде   | Ілана Бергер  | 2–6, 4–6 |
| Перемога  | 2.   | 26 липня 1987     | Амстердам, Нідерланди | Тверде   | Gudrun Levers | 6–2, 6–2 |

### Парний розряд: 3 (2–1)
| Результат | Ранг | Дата            | Турнір                     | Покриття | Партнерка     | Суперниці                     | Рахунок       |
| --------- | ---- | --------------- | -------------------------- | -------- | ------------- | ----------------------------- | ------------- |
| Перемога  | 1.   | 31 травня 1987  | Бад-Гастайн, Австрія       | Ґрунт    | Гестер Вітвут | Katalin Darvas Rita Kowacsics | 6–2, 6–0      |
| Поразка   | 2.   | 26 липня 1987   | Амстердам, Нідерланди      | Ґрунт    | Inga Dolman   | Габі Горенгель Кароліна Віс   | 3–6, 6–3, 1–6 |
| Перемога  | 3.   | 27 вересня 1987 | Шибеник (місто), Югославія | Ґрунт    | Гестер Вітвут | Юнна Юнеруп Марія Страндлунд  | 6–3, 6–3      |